# Neomegastigmus collaris
Neomegastigmus collaris är en stekelart som beskrevs av Girault 1915. Neomegastigmus collaris ingår i släktet Neomegastigmus och familjen gallglanssteklar. Inga underarter finns listade i Catalogue of Life.